# Abrakadabra (Album)
Abrakadabra ist das siebte Studioalbum der deutschen Hip-Hop-Gruppe 257ers. Es erschien am 1. November 2019 über das Düsseldorfer Label Selfmade Records als Standard- und Deluxe-Edition, inklusive des Bonusalbums Hokus Pokus Spätzle Edissn, das ursprünglich 2009 veröffentlicht wurde.

## Produktion
Der Musikproduzent Tilia produzierte mit 13 von 18 Titeln einen Großteil des Albums. Die Musik zu zwei Liedern stammt von Voddi, während Nico K.I.Z, Johnny Illstrument, Joznez, Dasmo, Mania Music, Fridz, Haschim Elobied jeweils an einem Song beteiligt waren.

## Gastbeiträge
Auf drei Liedern des Albums treten neben den 257ers weitere Künstler in Erscheinung. So ist der Song ADAC eine Kollaboration mit der Rapgruppe K.I.Z, während der Rapper Finch Asozial auf Adiletten zu hören ist. Beim Track Autopilot hat der Rapper Sido einen Gastauftritt. Weiterhin ist Keule, das frühere dritte Mitglied von 257ers, auf dem Album vertreten. Er hatte die Gruppe 2016 verlassen, ließ sich aber für dieses Album auf eine erneute Zusammenarbeit mit der Gruppe ein.
Auf dem Bonusalbum sind zudem die Rapper Favorite (auf Sahnecremetorte RMX und Kein Fick auf Schule) und Jason (auf Was erzählt ihr) vertreten.

## Covergestaltung
Das Albumcover zeigt ein schwarz-weißes Foto von Jewlz’ Kopf, dessen Schädeldecke fehlt. In seinem Kopf schwimmen die drei 257ers-Mitglieder Keule, Shneezin und Mike als grüne Comicfiguren in einer grünen Flüssigkeit, wobei sie Grimassen schneiden. Im oberen Teil des Bildes befinden sich die grünen Schriftzüge 257ers und Abrakadabra. Der Hintergrund ist weiß gehalten.

## Titelliste
| #  | Titel                             | Gastbeiträge  | Produzent                         | Länge |
| -- | --------------------------------- | ------------- | --------------------------------- | ----- |
| 1  | So wie es immer war               |               | Voddi                             | 3:12  |
| 2  | 257 ist der Boss 2019             |               | Tilia                             | 2:51  |
| 3  | A Man Must Do What a Man Do Must  |               | Tilia                             | 2:37  |
| 4  | Adiletten                         | Finch Asozial | Dasmo, Mania Music                | 2:54  |
| 5  | Hardcore Vibes                    |               | Tilia                             | 2:52  |
| 6  | Drehmaschinenstraßenabitur (Skit) |               | Tilia                             | 1:17  |
| 7  | Immer wieder Joints               |               | Voddi                             | 2:46  |
| 8  | Abrakadabra                       |               | Tilia                             | 2:56  |
| 9  | ADAC                              | K.I.Z         | Tilia, Nico K.I.Z                 | 3:08  |
| 10 | Sexdisko                          |               | Johnny Illstrument, Fridz, Joznez | 2:26  |
| 11 | Vagina (Skit)                     |               | Tilia                             | 1:00  |
| 12 | Vagina                            |               | Tilia                             | 2:46  |
| 13 | Autopilot                         | Sido          | Haschim Elobied                   | 3:09  |
| 14 | Der Boden ist Lava                |               | Tilia                             | 3:15  |
| 15 | Alkoholexperte (Skit)             |               | Tilia                             | 0:51  |
| 16 | Alk hol                           |               | Tilia                             | 3:33  |
| 17 | König Hurensohn                   |               | Tilia                             | 3:25  |
| 18 | Jewlz (Outro)                     |               | Tilia                             | 4:22  |

Hokus Pokus Spätzle Edissn (Teil des Boxsets):
| #  | Titel                       | Gastbeiträge | Produzent                  | Länge |
| -- | --------------------------- | ------------ | -------------------------- | ----- |
| 1  | Intro                       |              | Voddi                      | 0:48  |
| 2  | Regenbogen                  |              | Marvelous                  | 3:37  |
| 3  | Abra Kadabra                |              | Krizz Dallas und Marvelous | 4:23  |
| 4  | Zauberstab                  |              | Krizz Dallas               | 3:34  |
| 5  | Watta Fikki RMX             |              | Voddi                      | 3:30  |
| 6  | Jewlz da Hoodwatcher Skit 1 |              | Johnny Illstrument         | 2:31  |
| 7  | Scheiße & behindert         |              | G. Cloud                   | 3:37  |
| 8  | Persönlicher Weckruf        |              | Andy Rush                  | 3:40  |
| 9  | Sahnecremetorte RMX         | Favorite     | Voddi                      | 4:46  |
| 10 | Abriss                      |              | Marvelous                  | 3:52  |
| 11 | Neverlandranch              |              | Voddi                      | 3:28  |
| 12 | Wambo Number Drei           |              | Delicious                  | 3:46  |
| 13 | Ey yo Mike                  |              | Croup                      | 2:31  |
| 14 | Was erzählt ihr             | Jason        | Joshimixu                  | 3:49  |
| 15 | Jewlz da Hoodwatcher Skit 2 |              | Krizz Dallas               | 1:42  |
| 16 | Läckmiamarsh                |              | Delicious                  | 3:39  |
| 17 | Rockos modernes Leben       |              | Beatjunkies                | 2:27  |
| 18 | Perlen mit Glatze           |              | Beatjunkies                | 2:22  |
| 19 | Definition of AKK!          |              | DJ Luk                     | 3:42  |
| 20 | Kein Fick auf Schule        | Favorite     | Rizbo                      | 3:46  |
| 21 | Springt!                    |              | Voddi                      | 3:32  |
| 22 | Outro                       |              | Voddi                      | 2:42  |

## Chartplatzierungen und Singles
Abrakadabra stieg am 8. November 2019 auf Platz 19 in die deutschen Albumcharts ein und verließ die Top 100 in der folgenden Woche wieder. In Österreich und der Schweiz verpasste das Album die Charts.
Am 25. Juli 2019 wurde mit dem Titelsong Abrakadabra die erste Single des Albums veröffentlicht, bevor am 29. August die zweite Auskopplung Sexdisko folgte. Am 4. Oktober 2019 erschien 257 ist der Boss 2019 als dritte Single. Neben Musikvideos zu den Singles wurden auch Videos zu den Liedern So wie es immer war und Autopilot gedreht. Keines der Stücke konnte sich in den Charts platzieren.

## Rezeption
| Professionelle Bewertungen | Professionelle Bewertungen |
| -------------------------- | -------------------------- |
| Kritiken                   |                            |
| Quelle                     | Bewertung                  |
| laut.de                    | [ 4 ]                      |

Dominik Lippe von laut.de bewertete Abrakadabra mit drei von möglichen fünf Punkten. Das Album orientiere sich „am roheren Sound ihres Debüts“ Hokus Pokus und versuche „an eine längst vergangene Zeit anzuknüpfen.“ Dabei zeichne es sich vor allem durch „die absurd vulgären Texte“ und „den Zerfall der Sprache aus.“ Einzig der Song Autopilot mit Sido „klingt rund produziert“ und hätte eher auf „ein radiotauglicheres Album“ gepasst.